# Kamghe Gaba
Kamghe Gaba (Alemania, 13 de enero de 1984) es un atleta alemán, especialista en la prueba de 4x400 m en la que llegó a ser medallista de bronce europeo en 2012.

## Carrera deportiva
En el Campeonato Europeo de Atletismo de 2012 ganó la medalla de bronce en los relevos 4x400 metros, con un tiempo de 3:01.77 segundos, llegando a la meta por detrás de Bélgica y Reino Unido (plata), siendo sus compañeros de equipo: Jonas Plass, Eric Krüger y Thomas Schneider.